# كريستيان إلستر (مؤلف)
كريستيان إلستر (بالنرويجية البوكمول: Kristian Elster d.y.)‏ هو كاتب ومحامي ومؤلف ومحامي نرويجي، ولد في 17 مارس 1881 في تروندهايم في النرويج، وتوفي في 6 نوفمبر 1947 في أوسلو في النرويج.